# イヴァン・フセヴォロドヴィチ (ホルム公)
イヴァン・フセヴォロドヴィチ（ロシア語: Иван Всеволодович、? - 1402年）は、初代ホルム（クラスヌィー・ホルム）公フセヴォロド(ru)の子である。兄ユーリー(ru)と共にホルム公国を統治した。在位：1364年 - 1402年。

## 生涯
イヴァンとユーリーは、1364年の父の死後よりホルム公国を相続した。なお、いくつかの伝承によれば、イヴァンは1380年のクリコヴォの戦いに参加したと伝えられている。
16世紀中盤、ツァーリ・イヴァン4世の治世に編集された絵入り年代記集成の1396年の項には、イヴァンの最初の妻の死に関する記述がある。それによれば、イヴァンの妻はスーズダリ・ニジェゴロド大公ボリス(ru)の娘であり、トヴェリの教会堂に葬られた人物であった。
1397年、モスクワ大公ヴァシリー1世の姉妹・アナスタシヤとの婚儀のため、モスクワへ赴いた。これに際し、この年イヴァンはトルジョークを、翌年にはプスコフを与えられ、同地を統治した。ただし、プスコフの統治期間は4ヶ月のみだった。1400年、トヴェリ大公ミハイルが死ぬと、次のトヴェリ大公イヴァンと和解し、トヴェリへと戻った。
和解によって再びホルム公国を領有するが、1402年に死亡した。死の直前にスヒマ(ru)となり、イグナシーという名を得た。遺言により、イヴァンの有したホルム公国領は、トヴェリ大公イヴァンの子アレクサンドルに遺贈された。